# Nage-waza
Zasugerowano, aby zintegrować ten artykuł z artykułem Rzut (sztuki walki). Nie opisano powodu propozycji integracji.
Nage-waza (jap. 投げ技) - Są to techniki rzutów w judo.
Techniki rzutów zostały podzielone na dwie zasadnicze grupy: 
- Tachi Waza - techniki rzutów z pozycji stojącej (stabilnej)
- Sutemi Waza - techniki rzutów poświęcenia (gdy upadamy razem z przeciwnikiem)

## Tachi Waza
Techniki z pozycji stojącej zostały sklasyfikowane następująco:
1. Te Waza - rzuty ręczne
2. Koshi Waza - rzuty biodrowe
3. Ashi Waza - rzuty nożne

## Sutemi Waza
Techniki poświęcenia dzielą się na dwie grupy:
1. Yoku Sutemi Waza - rzuty z upadkiem na bok
2. Ma Sutemi Waza - rzuty z upadkiem na plecy